# Defektivum
Als Defektivum (Pl. Defektiva; vom lat.: dēfectus = schwach, entkräftet) wird in der Sprachwissenschaft ein Wort (bzw. ein Lexem) bezeichnet, das nicht in allen grammatikalischen Formen seiner Wortart auftreten kann.
Ein defektives Substantiv tritt beispielsweise nur im Singular oder nur im Plural auf (Defectiva Numero: Singularetantum oder Pluraletantum), oder nicht in allen Fällen (Kasūs) (Defectiva Casibus), und defektive Verben existieren beispielsweise nur in bestimmten Zeiten (Tempora) oder Personen.

## Beispiele deutsch
- die Leute, die Ferien (Pluraliatantum, keine Singularformen)
- die Bauten (der Singular die Baute ist heute unüblich, dafür der Bau)[1]
- man (existiert nur im Nominativ und muss in den anderen Fällen durch die Formen von einer ersetzt werden)
- müssen, dürfen, sollen etc. besitzen keinen Imperativ
- ist verschollen (nur Perfekt, kein Präsens oder Präteritum), ursprünglich allerdings das Partizip II von verschallen, was so viel wie verklingen bedeutet
- er hat erkoren, sie erkor (nur Perfekt oder Präteritum, Präsens ursprünglich  erkiesen oder erküren, was auswählen bedeutet)[2]
- ist aufgedunsen (nur Perfekt, kein Präsens oder Präteritum)

## Beispiele andere Sprachen
- im Englischen: I must, I can, etc. kennen keine infiniten Formen
- im Lateinischen: inquit (er/sie sagt), aiō (ich sage; mit nur ganz wenigen weiteren Verbalformen), Deponentien (ohne Aktiv-Formen)
- im Französischen: einige vorwiegend literarische Verben wie choir (fallen), clore (schließen), gésir (liegen), frire (braten) können nicht alle Konjugationsformen bilden